# 김정일 (1949년)
김정일(金炡一, 1949년 5월 20일 ~ , 경남 고성)은 대한민국의 공무원이다.

## 학력
- 1968년 : 동아고등학교 졸업
- 1972년 : 육군사관학교 학사
- 1984년 : 한양대학교 행정자치대학원 석사

## 경력
- 1990.07 ~ 1992.02 : 육군 53사단 126연대장 (육군 대령)
- 1992.02 ~ 1993.01 : 육군 제2작전사령부 군수지원처장
- 1993.01 ~ 1995.12 : 육군 제3야전군사령부 군수처 계획운영차장
- 1995.12 ~ 1996.11 : 육군본부 관리참모부 운영분석과장
- 1996.11 ~ 1998.04 : 육군 제3야전군사령부 군수처장 (육군 준장)
- 1998.04 ~ 2000.05 : 국방부 조달본부 기획관리차장
- 2000.05 ~ 2002.04 : 육군 제11사단장 (육군 소장)
- 2002.04 ~ 2002.11 : 육군교육사령부 교리발전부장
- 2002.11 ~ 2005.05 : 국방부 조달본부장
- 2005.08 ~ 2005.12 : 방위사업청 개청준비단장
- 2006.01 ~ 2006.07 : 방위사업청장

| 전임 (초대) | 초대 방위사업청장 2005년 1월 1일 ~ 2006년 7월 25일 | 후임 이선희 |